# Étoile de type S

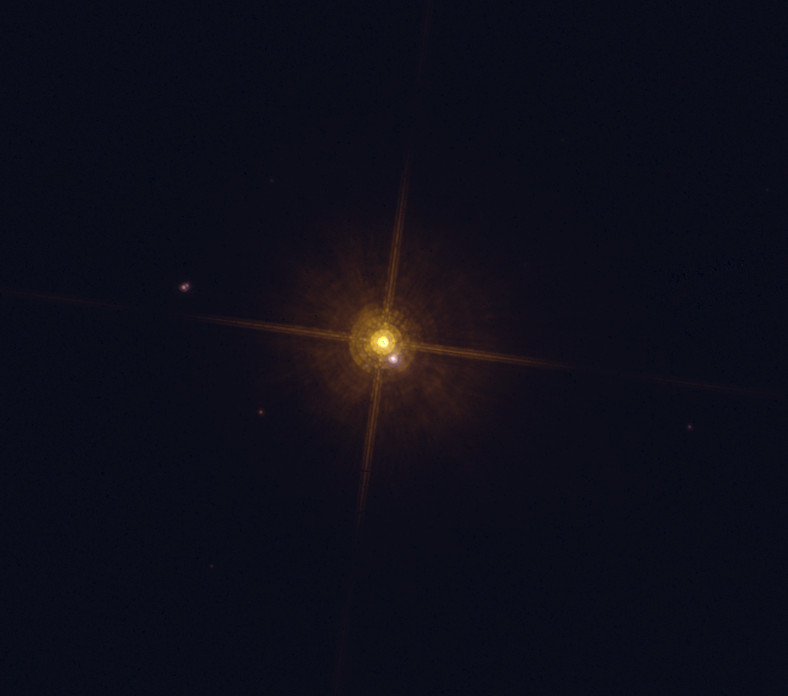
Photographie prise par le télescope Hubble de W Aquilae, une étoile de type S, avec son compagnon proche.

Une étoile de type S est une variété d'étoiles géantes à un stade d'évolution tardif, semblable au type spectral K5-M mais dont le spectre présente, outre des raies du monoxyde de titane TiO que présentent habituellement les étoiles géantes de type K et M, également les raies du monoxyde de zirconium ZrO.
La concentration en d'autres espèces chimiques formées d'éléments issus du processus s, tels que l'oxyde d'yttrium(III) Y2O3 et le technétium Tc est également accrue, indiquant clairement la présence d'un mécanisme de capture neutronique parmi les éléments de la période 5 du tableau périodique des éléments chimiques. Ces étoiles peuvent également présenter des raies du radical cyanogène CN et du lithium Li. Ce sont pour la plupart des étoiles variables à longue période.
On pense que la plupart des étoiles de type S sont un état transitoire de la transformation des étoiles géantes ordinaires de type spectral M de la branche asymptotique des géantes (AGB en anglais) en étoiles carbonées de type C-N. Les étoiles de l'AGB tirent généralement leur énergie de la fusion nucléaire d'une couche d'hydrogène entourant un cœur inerte, mais des « pulsations thermiques » peuvent parfois conduire à la prédominance d'une couche de fusion de l'hélium.
D'autres étoiles de type S, dites « extrinsèques », pourraient être des versions tardives et plus froides d'étoiles à baryum dans lesquelles l'enrichissement en carbone et en éléments issus du processus s, décelé dans le spectre de ces étoiles, serait le résultat de transferts de masse entre les deux composantes d'un système d'étoiles binaires. Dans de tels systèmes, l'enrichissement en carbone et en éléments issus du processus s ne proviendrait pas de l'étoile observée aujourd'hui, mais d'une étoile carbonée en orbite autour de cette étoile et devenue ensuite une naine blanche, généralement invisible directement, après transfert de masse à l'étoile principale.
Les étoiles de type S sont généralement plus rouges que des étoiles de type K ou M dont la photosphère aurait la même température. L'étoile Chi Cygni, une variable de type Mira, est l'étoile de type S la plus brillante du ciel lorsqu'elle est à son éclat maximum, avec un spectre de type S7 à S10 présentant du monoxyde de zirconium ZrO, du monoxyde de titane TiO et du monoxyde de vanadium VO, ce qui la rapproche parfois du type intermédiaire MS. L'étoile S Ursae Majoris est un autre exemple d'étoile de type S. L'étoile BD Camelopardalis (en) (HR 1105) est quant à elle un exemple d'étoile de type S « extrinsèque ».